# زكي الغول
زكي الغول (1926- 2019 م) سياسي ومؤرِّخ فلسطيني، من تجَّار مدينتي القدس وعمَّان، شغلَ منصب أمين أمانة القدس حتى وفاته.

## سيرته
وُلد زكي علي خضر الغول عام 1926، في بلدة سلوان الواقعة جنوب شرق القدس، ويُعَد شخصية سياسية ومؤرِّخًا كاتبًا، وهو من تجار مدينتي القدس وعمَّان، وشغل عضوية الهيئة الإدارية لجمعية المقاصد الخيرية في القدس.
كان الحاج زكي عضوًا في أمانة القدس التي تشكلت عام 1963 ومنعها الاحتلال عام 1967، وارتأت منظمة التحرير الفلسطينية بعد وفاة الدكتور أمين المجج أمين القدس، تعيين زكي الغول أمينًا للقدس في الأردن عام 1999 للحفاظ على التمثيل العربي الإسلامي للأمانة لإبقاء قضية القدس حيّةً في الأذهان. مارس أمين مدينة القدس دورًا معنويًا في الأمانة انطلاقًا من عمّان، ومثل القدس في اجتماع البلديات العربية وبلديات جنوب أفريقيا وأمريكا، ومثلها أيضًا في المؤتمرات العربية والإقليمية. كرمُه العاهل الأردني الحسين بن طلال.

## من مؤلفاته
كتب زكي الغول عدة مؤلفاتٍ أدبية ودراساتٍ تاريخية، ومنها:
- ذات ربيعٍ في سلوان، دارالكرمل للنشر والتوزيع، عمّان 1992
- مقالات سبقت الأحداث، دارالكرمل للنشر والتوزيع، عمّان 1992
- بنو إسرائيل لم يدخلوا فلسطين، دارالكرمل للنشر والتوزيع، عمّان 2001
- كولومبوس المخادع: العرب كانوا هناك، دار الكرمل للنشر والتوزيع، عمّان 2003

## وفاته
توفي الحاج زكي الغول في العاصمة الأردنية عمَّان، في 28 أبريل 2019، عن عمرٍ يُناهز 93 عامًا، وشيع جثمانه في مقبرة سحاب.

## وصلات خارجية
- اختتام المؤتمر العام الرابع عشر لمنظمة المدن العربية فعالياته في مراكش وإصدر توصياته